# 일산고등학교
일산고등학교(一山高等學校)는 대한민국 경기도 고양시 일산서구 일산동에 있는 공립 고등학교이다.

## 학교 연혁
- 1956년 5월 : 일산상업고등학교 개교
- 1974년 9월 : 일산종합고등학교로 교명 변경
- 1979년 3월 : 일산중·고등학교 분리
- 1990년 11월 : 전자과 인가 (현 IoT디자인과)
- 1993년 3월 : 일산실업고등학교로 교명 변경
- 1998년 3월 : 일산공업고등학교로 교명 변경
- 2008년 1월 : 일산고등학교로 교명 변경
- 2011년 7월 : 특성화고 지정 및 제과제빵과 인가
- 2024년 1월 : 제66회 191명 졸업 (총 13,009명)
- 2024년 3월 : 제28대 안계현 교장 취임

## 설치 학과
- IoT디자인과
- 바이오화장품과
- 인테리어디자인과
- 뷰티디자인과
- 조리디자인과
- 제과제빵과

## 참고 자료
- 일산고등학교 - 한국교육학술정보원 학교알리미